# Parhippopsicon clarkei
Parhippopsicon clarkei är en skalbaggsart som beskrevs av Stefan von Breuning 1976. Parhippopsicon clarkei ingår i släktet Parhippopsicon och familjen långhorningar. Inga underarter finns listade i Catalogue of Life.